# مجلس المشروبات الأسترالي
مجلس المشروبات الأسترالي (بالإنجليزية: Australian Beverages Council) والمعروف سابقًا باسم جمعية المشروبات الغازية الأسترالية، المجلس عبارة عن هي مجموعة صناعية تمثل مصالح الشركات المصنعة والمستوردين والموزعين الأستراليين للمشروبات غير الكحولية. مقر المجلس الرئيسي في مدينة واترلو الواقعة في ولاية نيوساوث ويلز جنوب شرق أستراليا. المجلس يمثل الهيئة العليا التي تمثل صناعة المشروبات غير الكحولية، حيث تتكون عضويته من الشركات الصغيرة والمتوسطة والكبيرة، وهي مجتمعة تنتج أكثر من 95٪ من حجم الصناعة في أستراليا.

## أعمال المجلس
يقدم أعضاء المجلس من مختلف أحجام الشركات مساهمة كبيرة تقدر بقيمة 7 مليارات دولار في الاقتصاد الأسترالي سنويًا، ويعمل في شركات المجلس على المستوى الأسترالي أكثر من 46.000 شخص، وتدفع الشركات أكثر من 1.2 مليار دولار كضرائب على طول سلسلة التوريد الصناعية. تشمل المشروبات المصرح بها في المجلس الأسترالي للمشروبات كل من: المشروبات الغازية العادية، والغنية بالمشروبات الغازية، ومشروبات الطاقة، والمشروبات الرياضية، والمياه المعبأة في زجاجات وعصائر الفاكهة والخضروات ومشروبات الفاكهة والقهوة والشاي المثلج، والقهوة الجاهزة، والشرب بنكهة الحليب والحليب بنكهة النبات.

## وصلات خارجية
- موقع مجلس المشروبات الأسترالي الرسمي